# 喧生塾
喧生塾（けんせいじゅく）は、2009年5月に大阪市生野区巽にて結成された格闘技施設（青少年健全育成施設）。
競拳という格闘技イベントを数多く開催し、2010年頃には150人を超す若者たちが喧生塾に在籍していた。初代創設者は生野区出身の中田完秋だが、事業拡大の事情により2010年12月に二代目として孫正一に代を譲る。
2011年8月、事情により孫が引退を決め、同年9月に三代目として高橋誠が代をとる。が、2012年末頃から若者たちの傷害事件、暴行事件等による警察の取り締まりに苦しめられ、2013年3月にやむを得ず解散に応じた。